# Mikosszéplak
Mikosszéplak è un comune dell'Ungheria di 335 abitanti (dati 2001). È situato nella contea di Vas.